# Kenneth Rogoff
Kenneth Saul "Ken" Rogoff, född 22 mars 1953 i Rochester i New York, är en amerikansk nationalekonom.
Rogoff växte upp i Rochester i delstaten New York, där hans far var professor i radiologi vid University of Rochester. 
Rogoff fick en akademisk examen (B.A.) från Yale University 1975, och tog en Ph.D. i ekonomi från Massachusetts Institute of Technology år 1980. Han har arbetat vid IMF och USA:s centralbank. Han kom sedan att arbeta vid Princeton University som professor och efter det åter igen vid IMF. En av hans akademiska strider var emot Joseph Stiglitz, som han kritiserade för dennes ageraden i IMF. Han är även känd för att ha hjälpt Sveriges riksbank. Idag jobbar han vid Harvard universitetet. Han anses vara Keynesian.
Rogoff har även en karriär inom schack, där han tagit flera titlar. 
Han har en fru, Natasha Lance Rogoff, och med henne två barn. 

## Skrifter
- Essays on Expectations and Exchange Rate Volatility. 1980, Dissertation.
- med Maurice Obstfeld: Foundations of International Macroeconomics. MIT Press, Cambridge, MA. 1996.
- med Maurice Obstfeld och Gita Gopinath: Workbook for Foundations of International Macroeconomics. 1998.
- med Gene Grossman: Handbook of International Economics, Amsterdam 1995.
- med Carmen Reinhart: This Time is Different: Eight Centuries of Financial Folly, 2009

Tidskriftartiklar:
- med Richard Meese: Empirical Exchange Rate Models of the Seventies: Do They Fit Out of Sample?. In: Journal of International Economics. 1983
- med Jeremy Bulow: Sovereign Debt: Is to Forgive to Forget?. I tidskriften: American Economic Review. 1989
- Equilibrium Political Budget Cycles. I tidskriften: American Economic Review. 1990
- med Maurice Obstfeld: The Mirage of Fixed Exchange Rates. I tidskriften: Journal of Economic Perspectives. 1995
- The Purchasing Power Parity Puzzle. I tidskriften: Journal of Economic Literature. 1996
- med Maurice Obstfeld: Exchange Rate Dynamics Redux. I tidskriften: Journal of Political Economy. 1995
- med Maurice Obstfeld: The Six Major Puzzles in International Macroeconomics: Is there a Common Cause?. I tidskriften: NBER Macroeconomics Annual. 2000
- med Carmen Reinhart: The Modern History of Exchange Rate Arrangements: A Reinterpretation. I tidskriften: Quarterly Journal of Economics. 2004
- med Jeremy Bulow: Grants versus Loans for Development Banks. I tidskriften American Economic Review. 2005